# Liparis longissima
Liparis longissima är en orkidéart som beskrevs av Johannes Jacobus Smith. Liparis longissima ingår i släktet gulyxnen, och familjen orkidéer. Inga underarter finns listade i Catalogue of Life.